# Schlacht von Autun
Die Schlacht von Autun im Jahre 532 besiegelte durch den Sieg der Franken über das Reich der Burgunden das Ende von dessen Selbständigkeit.
Bereits im ersten Burgundenkrieg hatten die Söhne des Merowingerkönigs Chlodwig I. vergeblich versucht, die Burgunden zu unterwerfen, die aber im Ostgotenreich von König Theoderich einen starken Rückhalt fanden und die Franken vertreiben konnten. Nach dessen Tod 526 folgte eine Periode der Schwächung des Ostgotenreiches, so dass die Burgunden ohne Verbündeten dastanden. Dies nutzten die Frankenkönige Childebert I. und Chlothar I. zu einem erneuten Einfall. Sie trafen bei Autun auf das burgundische Heer unter ihrem König Godomar II., das vernichtend geschlagen wurde. Burgund wurde 534 ein Teil des Frankenreiches, behielt zwar eigenes Volksrecht und als Teilreich neben Neustrien und Austrasien eine gewisse Eigenständigkeit, musste aber den Franken Heeresfolge und Zins leisten; das burgundische Königtum wurde durch merowingische Könige ersetzt.